# لوون لنوو
لوون لنوو (به لاتین: Louvain-la-Neuve) یک منطقهٔ مسکونی در بلژیک است که در اوتینی-لوون‌لنو واقع شده‌است. لوون لنوو ۳۲٫۹۶ کیلومتر مربع مساحت و ۲۹٬۵۲۱ نفر جمعیت دارد. لوون لنوو در ۳۰ کیلومتری جنوب شرقی بروکسل، در بخش فرانسوی زبان کشور بلژیک (والونی) واقع است. دانشگاه کاتولیک لوون (به لاتین:) در این شهر موقعیت دارد. از دیدنی‌های این شهر می‌توان به دریاچه مصنوعی این شهر اشاره کرد.
این شهر برای تأسیس دانشگاه کاتولیک لوون بنا شده‌است. پس از نزاع‌های زبانی که در دهه ۱۹۶۰ در بلژیک اتفاق افتاد و ادعاهای فلاندرها از تبعیض در دانشگاه کاتولیک لوون که در شهر لوون (بخش هلندی زبان کشور بلژیک) قرار داشت، این نهاد به دو دانشگاه مجزا با زبان‌های فرانسوی و هلندی تقسیم شد. بخش فرانسوی دانشگاه در شهر لوون نوو (به معانی لوون جدید) ساخته شد و بخش هلندی در شهر لوون باقی ماند.
رفت‌وآمد در شهر برای عابران پیاده طراحی شده‌است و جاده‌ها از زیر شهر می‌گذرند.